# Гучевска битка
Гучевска битка (битка на Гучеву) је битка Првог светског рата која се одиграла у склопу битке на Дрини.
О бојишту на Гучеву, амерички новинар Едвард Рајан је записао:„,,Једносатно тешко пењање довело нас је врха прве планине, одакле смо могли да видимо стрмоглав врх Еминове воде... Успели смо се кроз шуму издижућег гребена можда триста метара вишег преко земљишта посутог месинганим чаурама граната, кожним реденицима, делићима српских униформи и точковима уништених предњака топова. Свуда су у шуми напуштене колибе и пећине, где је српска војска живела месецима. Одгоре смо приметили да су доњи делови дрвећа прекривени лишћем, али да су им врхови били као мртви... Пола шуме је издизало суве поломљене шиљке тамо где им је жестока киша метака откинула врхове... Онда је дошло дрвеће без грана. Прешли смо две линије дубоких ровова и избили на голи врх Гучева, некада такође пошумљеног, али су сада остали само пањеви...С једне стране овог отвореног простора били су српски ровови, с друге аустријски. Једва их одвајало 18 метара. Ту и тамо ровови обе стране су се спајали у огромне рупе обима дванаест метара, дубоке петнаест метара... Гомиле Аустријанаца лежали су како су људи пали у очајничком јуришу. Међу њима су били и Срби... Иза првих линија аустријских ровова налазила се препрека од бодљикаве жице.” Током рововске војне уочено је да је највећи број погинулих или рањених војника био погођен у главу и десно раме, приступило се изради косих пушкарница.
Хроничари бележе да је на фронту  6. пешадијског пука дејствовала 8. батерија.Њен командант је довео један вод са два топа у сам стрељачки строј. Непријатељ је гађао топове и цела посада је изгинула сем поднаредника Јована Павловића и једног посулжиоца.Павловић се повукао мало уназад и на неких седам стотина метара уочио вешто маскирану аустријску батерију. Потом ју је нациљао непријатељску батерију и погодио је. После двадесет зрна аустријска батерија није више пуцала, па је Јован Павловић пошто није било више циљева за гађање посао са стрелцима наоружаним пушкама у јуриш.